# 66-й артилерійський корпус (Україна)
66-й артилерійський корпус (66 АртК, в/ч 30004) — колишнє оперативно-тактичне з'єднання Сухопутних військ Збройних Сил України Прикарпатського військового округу. Єдиний на 1991 рік артилерійський корпус в Радянській Армії. Штаб корпусу знаходився в смт Нові Білокоровичі, Житомирської обл. Був утворений на основі штабу 50-ї ракетної армії.

## Склад корпусу
66-й артилерійський корпус (штаб Нестеров) в складі 2 артилерійських дивізій з корпусними частинами:
- 26-та артилерійська дивізія (1956—1992)
  - 337-ма гвардійська реактивна артилерійська бригада (13-та реактивно-мінометна бригада, 1948—2003)
  - 897-й гарматний артилерійський полк
  - 899-й важкий гаубичний артилерійський полк
  - 900-й гаубичний артилерійський полк
  - 911-й протитанковий артилерійський полк
  - 3000-та база зберігання майна
- 81-ша артилерійська дивізія (1956—1992)
  - 301-й гаубичний артилерійський полк
  - 874-й гаубичний артилерійський полк
  - 889-й реактивний артилерійський полк
  - 894-й протитанковий артилерійський полк
  - 983-й важкий гаубичний артилерійський полк
  - 2994-та база зберігання майна
- 177-ма ракетна бригада
- 440-й розвідувальний артилерійський полк
- 1255-й протитанковий артилерійський полк
- 1596-та база зберігання майна
- 1048-ма база зберігання майна